# Камза
Камез (алб. Kamëz) — місто та муніципалітет в Албанії за 7 км на північ від Тирани. Населення — 90 633 (2009 рік). Входить до складу області Тирана. Розташоване у агломерації Тирани і є одним із наймолодших та таких, що найбільш динамічно розвиваються міст країни. Муніципалітет був утворений під час реформи місцевого самоврядування 2015 року шляхом злиття колишніх муніципалітетів Камез і Паскукан, які стали муніципальними одиницями.

## Історія
Камез вперше згадується 1430 року. Населення Камзи та збільшення його чисельності сталося в результаті міграції, і в основному в 1946—1991 роках було два моменти, коли населення здійснило великі переміщення, період 1946—1975 і з 1975—1991. На цей час у Камезі чисельність населення не перевищувала 6000 жителів. У 1991 році населення Камезу досягло 12 500 осіб. Демократичні зміни дозволили неконтрольовану імміграцію громадян з усієї країни до великих міст. Це явище також сталося з Камзою, де багато жителів з півночі та північного сходу Албанії переїхали в район Камези. 1991—1992 за один рік населення зросло з 12 500 до 20 000 жителів. У 1992—1996 рр. чисельність населення досягла 45 тис. жителів. Це зростання мало величезний вплив на економіку цієї громади. У 1997—2002 роках населення досягло 53 027 жителів, а сьогодні на території муніципалітету Камез проживає понад 90 000 жителів.
У місті розташовано Аграрний університет Тирани

## Спорт
Футбольний клуб Камза виступає в другому дивізіоні Албанії.